# Lijst van Belgische deelnemers aan de Paralympische Zomerspelen 1996
Deze lijst van Belgische deelnemers aan de Paralympische Zomerspelen 1996 in Atlanta geeft een overzicht van de sporters die zich hebben gekwalificeerd voor de Spelen.
| Paralympiër          | Sport        | Onderdeel | Ervaring   |
| -------------------- | ------------ | --- | ---------- |
| Alex Hermans         | Atletiek     | Discuswerpen Klasse F35 Kogelstoten Klasse F35                                                                                           | 5de Spelen |
| Benny Govaerts       | Atletiek     | 1500 m Klasse T34-37 5000 m Klasse T34-37 800 m Klasse T34-36                                                                            | 3de Spelen |
| Georges van Damme    | Atletiek     | 10.000 m Klasse T52-53 | 2de Spelen |
| Gino De Keersmaeker  | Atletiek     | Discuswerpen Klasse F42 Kogelstoten F42                                                                                                  | 2de Spelen |
| Jan Gosselin         | Atletiek     | 10.000 m Klasse T10 Marathon Klasse T10                                                                                                  | Debutant   |
| Kurt Van Raefelghem  | Atletiek     | Verspringen Klasse F12 Vijfkamp Klasse F12                                                                                               | 2de Spelen |
| Luc Ceulemans        | Atletiek     | 5000 m Klasse T11 10.000 m Klasse T11 | Debutant   |
| Marianne van Brussel | Atletiek     | Discuswerpen Klasse F10-11 Kogelstoten Klasse F10-11 Speerwerpen Klasse F10-11                                                           | Debutant   |
| Stanny Appermont     | Atletiek     | 5000 m Klasse T52-53 1500 m Klasse T52-53 10.000 m T52-53                                                                                | 2de Spelen |
| Steve Orens          | Atletiek     | 5000 m Klasse T52-53 800 m Klasse T52 400 m Klasse T52 10.000 m T52-53                                                                   | 2de Spelen |
| Thierry Daubresse    | Atletiek     | Kogelstoten Klasse F42 | 2de Spelen |
| Carl Muylle          | Bankdrukken  | tot 67.5 kg | 3de Spelen |
| Pierre Vanderheyden  | Bankdrukken  | tot 75 kg | 2de Spelen |
| Ludo Maesen          | Boogschieten | Klasse Staand | Debutant   |
| Paul Driesen         | Boccia       | Individueel Klasse C1 wad Duo's Klasse C1 wad                                                                                            | Debutant   |
| Kurt Torfs           | Boccia       | Individueel Klasse C1 wad Duo's Klasse C1 wad                                                                                            | Debutant   |
| Jan Boonen           | Schietsport  | luchtpistool Klasse SH1 Vrij Pistool .22 Klasse SH1 Sport Pistool Klasse SH1                                                             | 2de Spelen |
| Luc Dessart          | Schietsport  | Lucht Geweer 3x40 Klasse SH2 Lucht Geweer liggend Klasse SH2 Lucht Geweer staand Klasse SH2                                              | 2de Spelen |
| Hans Peter Stamper   | Schietsport  | Lucht Geweer liggend Klasse SH2 | 2de Spelen |
| Alain Le Doux        | Tafeltennis  | Open Klasse 1-5 Individueel Klasse 1 | 3de Spelen |
| Dimitri Ghion        | Tafeltennis  | Open Klasse 1-5 Individueel Klasse 4 | 2de Spelen |
| Ingrid Borre         | Tafeltennis  | Open Klasse 1-5 Individueel Klasse 6-8                                                                                                   | 3de Spelen |
| Jean-Marc Pletinckx  | Tafeltennis  | Open Klasse 1-5 | Debutant   |
| Marie-Line Pollet    | Tafeltennis  | Open Klasse 1-5 Individueel Klasse 3 | 2de Spelen |
| Nico Vergeylen       | Tafeltennis  | Open Klasse 6-10 | 2de Spelen |
| Robert Lorent        | Tafeltennis  | Open Klasse 1-5 Individueel Klasse 3 | 2de Spelen |
| Yves Delwasse        | Tafeltennis  | Open Klasse 1-5 Individueel Klasse 3 | 2de Spelen |
| Christel Seyen       | Tennis       | Dames individueel | Debutant   |
| Dirk Mertens         | Wielersport  | kilo Klasse Open sprint 200 m Klasse Open 100/120k Klasse Open                                                                           | Debutant   |
| Emiel Timmermans     | Wielersport  | 65/75k Klasse Open | Debutant   |
| Guy Culot            | Wielersport  | weg tijdrit 1,500 m Klasse CP Div 2 weg tijdrit 5,000 m Klasse CP Div 2                                                                  | 3de Spelen |
| Johan Hardy          | Wielersport  | weg tijdrit 1,500 m Klasse CP Div 2 weg tijdrit 5,000 m Klasse CP Div 2                                                                  | Debutant   |
| Luc Festen           | Wielersport  | kilo Klasse Open sprint 200 m Klasse Open 100/120k Klasse Open                                                                           | 2de Spelen |
| Carine van Puyvelde  | Zwemmen      | 50 m Vrije Slag Klasse B2 100 m Schoolslag Klasse B2 100 m Vrije Slag Klasse B2 200 m Schoolslag Klasse B2                               | 3de Spelen |
| Frederic Delaunoy    | Zwemmen      | 100 m Schoolslag Klasse SB9 100 m Vlinderslag Klasse S9 50 m Vrije Slag Klasse S9 100 m Vrije Slag Klasse S9 200 m Wisselslag Klasse SM9 | 2de Spelen |
| Sabrina Bellavia     | Zwemmen      | 100 m Schoolslag Klasse S9 50 m Vrije Slag Klasse S9 100 m Vrije Slag Klasse S9 200 m Wisselslag Klasse SM9 400 m Vrije Slag Klasse S9   | 2de Spelen |
| Sebastian Xhrouet    | Zwemmen      | 100 m Vrije Slag Klasse S7 200 m Wisselslag Klasse SM6 400 m Vrije Slag Klasse S7                                                        | 2de Spelen |